# 汚職

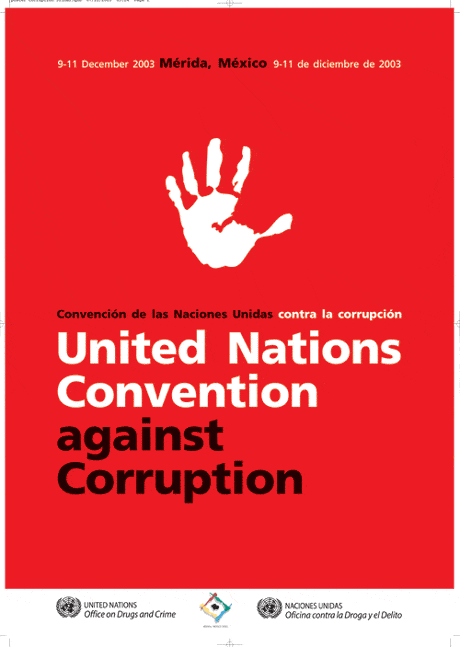
腐敗の防止に関する国際連合条約

汚職（おしょく、Corruption）とは、職権や地位を濫用して、不正な行為をすること。 私利私欲のために職に関して不正をなすこと。賄賂を取るなどの他に差別人事や公平性に欠けた行いも示す。
特に、公的平等の観点から、議員・公務員など公職にある者が自らの地位や職権・裁量権を利用して横領や不作為、収賄や天下りをしたり、またその見返りに特定の事業者等に対し優遇措置をとることなどの不法行為を指していう。国際連合腐敗防止条約を始め国際法では、汚職は反民主主義である権威主義の民主制度への侵食である『腐敗』の一部と認識されている。
日本語としては戦前は「瀆職」（涜職、とくしょく）と呼んだが、日本国語大辞典によると、戦後「瀆」「涜」が当用漢字表に入らなかったために、朝日新聞社が「涜」と同じ語義を持つ「汚」を代用して「汚職」を造語したものとされる 。

## 汚職と腐敗の類型
日本は2017年、国際組織犯罪防止条約の受諾により、締約国として、故意に行われた次の行為を犯罪とするため必要な立法その他の措置をとることを約束している（同第8条）。
1. 公務員に対し、当該公務員が公務の遂行に当たって行動し又は行動を差し控えることを目的として、当該公務員自身、他の者又は団体のために不当な利益を直接又は間接に約束し、申し出又は供与すること。
2. 公務員が、自己の公務の遂行に当たって行動し又は行動を差し控えることを目的として、当該公務員自身、他の者又は団体のために不当な利益を直接又は間接に要求し又は受領すること。

大内穂「腐敗の要因分析と対策における国際協力」では、腐敗を行政的腐敗（汚職型）、小規模政治的腐敗、構造的腐敗（疑獄）、国際的腐敗に分類している。
行政的腐敗（汚職型）
行政的腐敗（汚職型）は、主に中級から下級の官僚が、許認可権や裁量権を恣意的に行使または行使せずに特定の者を有利に扱い、その対価として賄賂の収受などを行う類型である。背景には需給関係の不均衡、社会不安、縁故主義、行政の過剰雇用と非効率性などがある。
小規模政治的腐敗
小規模政治的腐敗は、高級官僚、政治家、ビジネスマンなどが、特定の業界や企業に対する優遇を行い、その対価として資金、株、不動産などの資産が支払われたり、娯楽の機会や天下り先などが提供される類型である。背景には開発による利権の発生機会の増加、貧富や階級、党派、宗教、イデオロギーなどによる社会断層、公私を曖昧化したり党派の利益を優先する政治文化、利益集団の暗躍や政治エリートへの権限集中などがある。
構造的腐敗（疑獄）
構造的腐敗は、外形は通常の国家活動のような形式的合法性を満たしつつ、現実には大統領や首相あるいはその側近らが特定の業界や企業のために予算配分、税制改正、補助金交付などを行う類型である。背景には公共投資での利権の再生産のメカニズム、政治意識の希薄化、政治的無関心層の増大、国家機構の階級的支配または私物化などがある。
国際的腐敗
国際的腐敗は、多国籍企業の海外活動や外国援助での援助国から被援助国への援助に関わる類型である。背景には自由競争を阻害する市場メカニズムやグローバルガバナンスの欠如などがある。

## 汚職に対する法律と捜査機関
汚職等の腐敗問題に対しては、腐敗問題のみを扱う特別法や特別の捜査機関を設置している国もある。

### 各国の法制
- 日本：刑法「汚職の罪」
- 中華人民共和国:貪汚罪
- 韓国：腐敗防止法
- ミャンマー：Anti-Corruption Commission（英語版）
- タイ：腐敗防止法
- カンボジア：Anti-corruption legislation in Cambodia（英語版）
- ベトナム：Anti-corruption law（英語版）
- インド：Anti-corruption legislation in India（英語版）
- バングラデシュ：Anti Corruption Commission in Bangladesh（英語版）
- ロシア：Anti-corruption law in Russia（英語版）
- トルコ：Anti-Corruption_Legislation in Turkey（英語版）
- ルクセンブルク：Anti-corruption laws in Luxembourg（英語版）
- モーリシャス：Anti-corruption law in Mauritius（英語版）
- ナミビア：Anti-corruption Commission of Namibia（英語版）
- セルビア：Anti-corruption efforts in Serbia（英語版）
- 米国：連邦海外腐敗行為防止法、RICO法
- カナダ：Federal Accountability Act（英語版）、Corruption of Foreign Public Officials Act（英語版）
- 香港：Cap. 201 Prevention of Bribery Ordinance 、Cap. 554 Elections (Corrupt and Illegal Conduct) Ordinance
- ウクライナ：国家汚職防止庁（英語版）
- フランス:フランス汚職防止庁（フランス語版）

### 国際条約
- 1981年（昭和56年）- 条約法に関するウィーン条約
- 2003年（平成15年）- 国際的な組織犯罪の防止に関する国際連合条約
- 2003年（平成15年）- 国際連合腐敗防止条約

## 国際機関

### OECD
経済協力開発機構（OECD）は1994年5月に「国際商取引における贈賄防止に関する勧告」を採択し、加盟国に国際商取引に関連する外国官僚への贈賄の予防と阻止を求め、モニター機関としてOECD国際投資・多国籍企業委員会と国際取引における贈賄に関する作業部会を設置した。
1997年5月にはOECD閣僚理事会で「国際商取引における贈賄対処勧告（改訂）」が出され後に協定として締結された（1997年11月21日全会一致で採択、同年12月17日に33か国が署名）。

### 世界銀行
世界銀行はOECDの国際商取引における腐敗の作業部会に1997年から参加している。また、世界銀行は国際刑事警察機構の会議及び資金洗浄に関する金融的行動対策室にオブザーバー参加している。

### 国連
国連は1997年1月28日に事務総長が加盟国に腐敗防止抑制の戦略作成を要請する「反腐敗への行動」（Resolution 51/59:Action Corruption）を決議した。

## 米国

### 連邦海外腐敗行為防止法の制定
アメリカ合衆国では、ロッキード事件を契機に1977年に外国公務員に対する商業目的での贈賄行為を処罰する連邦海外腐敗行為防止法が制定された。この法律の施行後、同様の法律を持たない国々の企業に対して米国企業が不利な競争を強いられているとして、アメリカ合衆国議会や経済界の要請を受けて、アメリカ合衆国連邦政府は各国に同様の腐敗防止のための制定するよう働きかけを始めるようになり、国連やOECDも反腐敗に取り組むようになった。

### 作業部会
1977年12月、アメリカ合衆国国務省の下にあるアメリカ国際開発庁は世界局、ラテンアメリカ・カリビアン局、東ヨーロッパ・新興国局、アジア・極東局、アフリカ局、人道的対応局、一般審議室、監査室から代表者を集めて反腐敗作業グループを発足させた。その一部の局はOECDと協力して各国で反腐敗ワークショップを開催している。

## 日本

### 法令
- 1907年（明治40年）- 刑法「汚職の罪」（第193条-198条）、秘密漏示罪（第134条）、他
- 1948年（昭和23年）- 政治資金規正法
- 1949年（昭和24年）- 弁護士法（第26条、第30条の19、第76条）
- 1950年（昭和25年）- 司法書士法
- 1950年（昭和25年）- 予算執行職員等の責任に関する法律
- 1974年（昭和49年）- 2006年（平成18年） 株式会社の監査等に関する商法の特例に関する法律（第28条、第29条の7。会社法へ移行）
- 1986年（昭和61年）- 旅客鉄道株式会社及び日本貨物鉄道株式会社に関する法律
- 1993年（平成 5年）- 不正競争防止法
- 1999年（平成11年）- 国家公務員倫理法
- 2000年（平成12年）- 公職にある者等のあっせん行為による利得等の処罰に関する法律
- 2002年（平成14年）- 2008年（平成20年）中間法人法161条（一般社団法人及び一般財団法人に関する法律へ移行）
- 2002年（平成14年）- 入札談合等関与行為防止法
- 2004年（平成16年）- 不正競争防止法改正（外国公務員贈賄罪）
- 2005年（平成17年）- 会社法、業務の適正を確保するための体制
- 2006年（平成18年）- 公益通報者保護法
- 2008年（平成20年）- 一般社団法人及び一般財団法人に関する法律337条
- 2013年（平成25年）- 特定秘密の保護に関する法律
- 2016年（平成28年）- 社会福祉法改正
- 2023年（令和5年）- 私立学校法改正

### 外国公務員贈賄事件
- 2007年（平成19年） - 九電工事件（フィリピン）
- 2008年（平成20年） - PCI事件（ベトナム）
- 2012年（平成24年） - 電線メーカー事件（インドネシア）[3]
- 2013年（平成25年） - フタバ事件（中国）[注釈 1]
- 2014年（平成26年） - 丸紅事件（インドネシア）[4]
- 2014年（平成26年） - 日本交通技術事件（ベトナム・インドネシア・ウズベキスタン）[5]
- 2018年（平成30年） - 三菱日立パワーシステムズ事件（タイ）[6]
- 2022年（令和4年） - 天馬事件（ベトナム）[7]

### 主な汚職事件の一覧

#### 公金横領事件
- 1872年（明治4年） - 山城屋事件
- 1925年（大正14年） - 陸軍機密費横領問題
- 1947年（昭和22年） - 隠退蔵物資事件（辻嘉六事件、地方検察庁に特捜部が発足する契機となる）
- 1998年（平成10年） - 防衛庁調達実施本部背任事件
- 2001年（平成13年） - 外務省機密費流用事件
- 2001年（平成13年） - 青森県住宅供給公社巨額横領事件
- 2003年 (平成15年)  - 北海道警裏金事件
- 2003年 (平成15年)  - 埼玉県議会議員公費買春事件
- 2006年 (平成18年)  - 岐阜県庁裏金問題
- 2014年 (平成26年)  - 兵庫県議員政務活動費不正使用問題

#### 詐欺事件等
- 1903年（明治32年） - 立憲政友会衆議院議員詐欺事件[注釈 2]
- 1954年（昭和29年） - 保全経済会事件
- 1965年（昭和40年） - 吹原産業事件
- 1997年（平成9年） - オレンジ共済組合事件
- 2001年（平成13年） - 山本譲司秘書給与詐取事件
- 2002年（平成14年） - 辻元清美秘書給与流用事件
- 2003年（平成15年） - 坂井隆憲秘書給与詐取事件
- 2004年（平成16年） - 佐藤観樹秘書給与詐取事件
- 2009年（平成21年） - 障害者郵便制度悪用事件
- 2013年（平成25年） - AIJ投資顧問事件
- 2013年（平成25年） - 防衛大学校学生保険金詐欺事件

#### 贈収賄・官製談合・利益供与事件
- 1886年（明治19年） - 開拓使官有物払下げ事件
- 1902年（明治35年） -  教科書疑獄事件（国定教科書導入の契機となる）
- 1908年（明治41年） - 日本製糖汚職事件
- 1908年（明治41年） - 内外石油事件
- 1914年（大正3年） - シーメンス事件
- 1914年（大正3年） - 大浦事件
- 1917年（大正6年） - 官営八幡製鐵所事件[9]
- 1924年（大正13年） - 復興局疑獄事件
- 1926年（大正15年） - 松島遊郭疑獄
- 1929年（昭和4年） - 五私鉄疑獄事件
- 1929年（昭和4年） - 越後鉄道疑獄事件
- 1929年（昭和4年） - 売勲事件
- 1930年（昭和5年） - 京成電車疑獄事件
- 1934年（昭和9年） - 帝人事件
- 1946年（昭和21年）- 板橋造兵廠物資不正分配事件
- 1947年（昭和22年） - 炭鉱国管疑獄
- 1948年（昭和23年） - 昭和電工事件
- 1954年（昭和29年） - 造船疑獄
- 1954年（昭和29年） - 日興連汚職事件
- 1957年（昭和32年） - 売春汚職事件
- 1961年（昭和36年） - 武州鉄道汚職事件
- 1964年（昭和39年） - 松山刑務所事件
- 1965年（昭和40年） - 東京都議会黒い霧事件
- 1965年（昭和40年） - 九頭竜川ダム汚職事件
- 1966年（昭和41年） - 田中彰治事件
- 1966年（昭和41年） - 共和製糖事件
- 1967年（昭和42年） - 大阪タクシー汚職事件
- 1968年（昭和43年） - 日通事件
- 1970年（昭和45年） - 八幡製鉄事件
- 1976年（昭和51年） - ロッキード事件
- 1979年（昭和54年） - ダグラス・グラマン事件
- 1979年（昭和54年） - 黒木事件
- 1980年（昭和55年） - KDD事件
- 1981年（昭和56年） - 芸大事件
- 1982年 (昭和57年) -  大阪府警賭博ゲーム機汚職事件
- 1986年（昭和61年） - 撚糸工連事件
- 1988年（昭和63年） - リクルート事件
- 1988年（昭和63年） - 砂利船汚職事件
- 1988年（昭和63年） - 明電工事件
- 1991年（平成3年） - 共和汚職事件
- 1992年（平成4年） - 東京佐川急便事件
- 1993年（平成5年） - ゼネコン汚職事件
- 1994年（平成6年） - 愛知芸術文化センター事件
- 1996年（平成8年） - 特別養護老人ホーム汚職事件
- 1998年 (平成10年)   - 日興証券利益供与事件
- 1998年（平成10年） - 大蔵省接待汚職事件
- 1998年（平成10年） - 泉井事件
- 1998年（平成10年） - 救難飛行艇開発汚職事件
- 2000年（平成12年） - KSD事件
- 2000年（平成12年） - 若築建設事件
- 2001年（平成13年） - 中洲カジノバー汚職事件
- 2002年（平成14年） - 業際研事件
- 2002年（平成14年） - 鈴木宗男事件
- 2002年（平成14年） - 鎌ケ谷市汚職事件
- 2002年（平成14年） - 三井環事件
- 2004年（平成16年） - 日歯連・中医協汚職事件
- 2004年（平成16年） - 公的年金汚職事件
- 2005年（平成17年） - 橋梁談合事件
- 2005年（平成17年） - 大阪府同和建設協会談合事件
- 2006年（平成18年） - 深川官製談合事件
- 2006年（平成18年） - 防衛施設庁談合事件
- 2006年（平成18年） - 和歌山県談合事件
- 2006年（平成18年） - 福島県知事汚職事件
- 2006年（平成18年） - 宮崎県官製談合事件
- 2007年（平成19年） - 緑資源機構談合事件
- 2007年（平成19年） - 山田洋行事件
- 2008年（平成20年） - 文部科学省施設整備汚職事件
- 2008年（平成20年） - 北海道開発局談合事件
- 2009年（平成21年） - 福岡県町村会汚職事件
- 2010年（平成22年） - 航空自衛隊事務用品発注官製談合事件
- 2013年（平成25年） - ナイスアシスト事件
- 2014年（平成26年） - 国循官製談合事件
- 2018年（平成30年） - 文部科学省汚職事件（東京医科大学汚職事件）
- 2019年（令和元年） - IR汚職事件
- 2020年（令和2年） - 鶏卵汚職事件
- 2022年（令和4年） - 五輪組織委員会汚職事件
- 2023年（令和5年） - 日本風力開発汚職事件

#### 政治資金規正法違反事件
- 1992年（平成4年） -  金丸事件
- 2003年（平成15年） - 土屋義彦事件
- 2004年（平成16年） - 日歯連闇献金事件
- 2005年（平成17年） - 広島県知事後援会事件
- 2006年（平成18年） - 山教組事件
- 2007年（平成19年） - 政党支部領収書偽造事件
- 2009年（平成21年） - 西松建設事件
- 2009年（平成21年） - 故人献金事件
- 2010年（平成26年） - 北教組事件
- 2010年（平成26年） - 陸山会事件
- 2015年（平成27年） - 小渕優子後援会事件[10]
- 2015年（平成27年） - 日歯連迂回献金事件[11]
- 2020年（令和2年） - 桜を見る会問題
- 2022年（令和4年） - 薗浦健太郎事件
- 2024年（令和6年） - 政治資金パーティー収入の裏金問題

## マレーシア

### 1MDB汚職事件

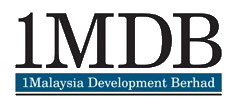

1MDB事件はアメリカ合衆国司法省やシンガポール当局なども捜査協力した国際的な汚職事件だ。ナジブ・ラザクは首相在任中、「中東の王家からの個人献金だ」などと主張し、疑惑を否定してきた。しかし、18年5月の政権交代で首相に返り咲いたマハティール・ビン・モハマドが捜査を再開し、ナジブは同年7月に逮捕・起訴された。
2020年7月28日、クアラルンプールの高等裁判所は、政府系投資会社「1MDB」を巡る裁判で、ナジブに対し、7つの罪状に関して禁錮12年・罰金２.1億リンギット（約52億円）の判決を下した。2022年8月23日、連邦裁判所はナジブの上告を棄却し、一、二審判決が確定。現在、カジャン刑務所で服役中。